# Caserío Txipres

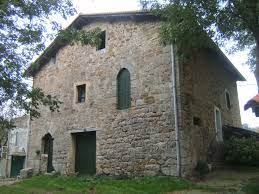
Vista del caserío en la actualidad.

El caserío Txipres, es un antiguo caserío medieval de principios del siglo XV, localizado en el barrio de Altza, San Sebastián en Guipúzcoa, España.

## Historia
La primera cita documental del caserío Txipres data del año 1425. Cuenta la leyenda, que fue construido sobre una de las grandes piedras que solían lanzar los jentilak, personajes de la mitología vasca de gran fortaleza, desde el monte Kutarro. Las características del edificio hace suponer que Txipres fue en su origen una casa torre, habitada por templarios que amparaban y protegían a los peregrinos del Camino de Santiago.

En algún punto, la altura de la casa fue reducida, dejando así su función como casa torre y convirtiéndose en una casa de labranza.

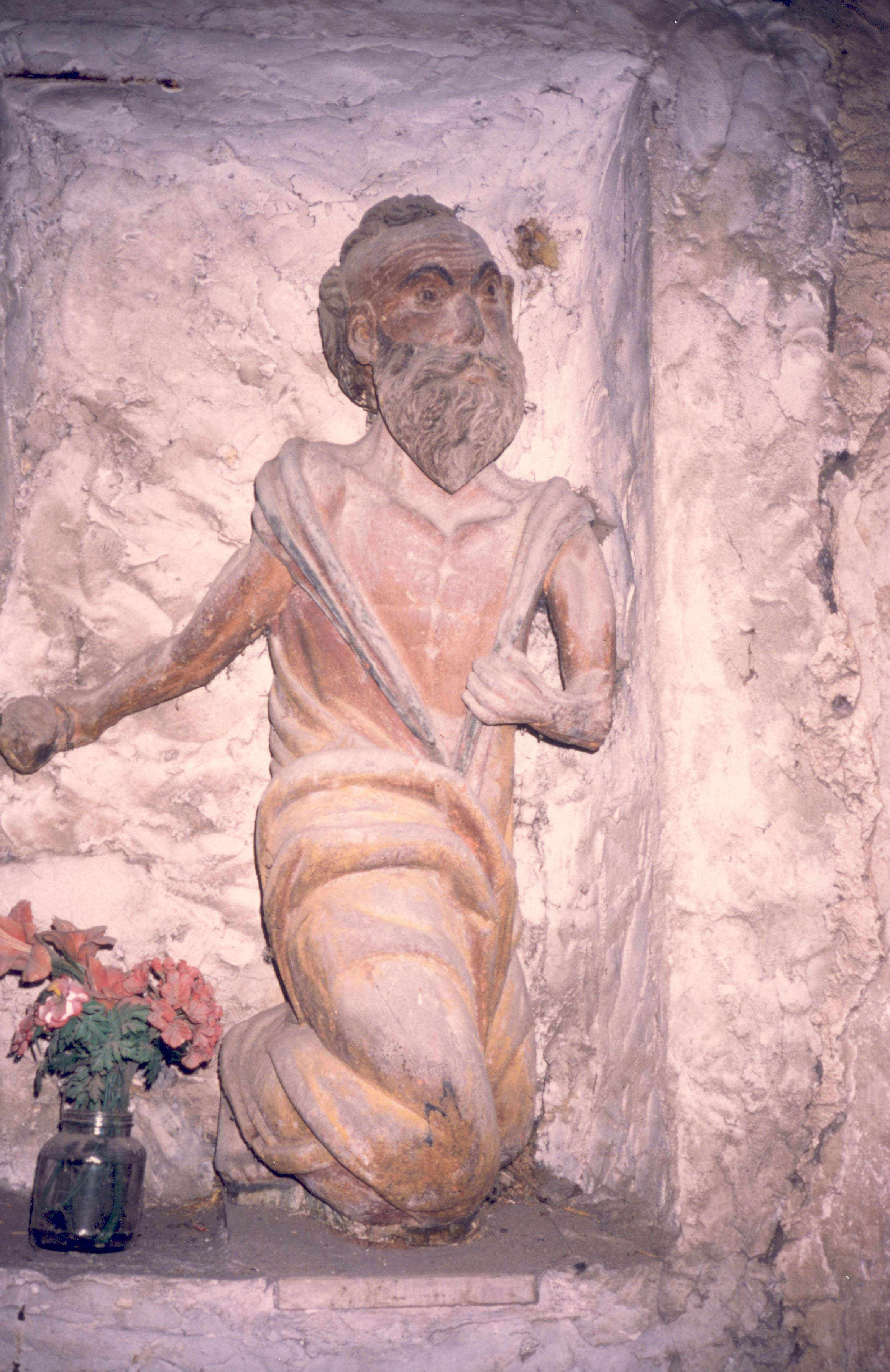
Imágen de San Jerónimo conservada en el caserío.

En la casa, hasta hace relativamente poco, se conservaban imágenes de santos, de las cuales actualmente solo se conserva una imagen de San Jerónimo tallada en madera. La devoción hacia estos santos estaba muy extendida en los alrededores. La familia Berra Aguirre, actuales dueños del caserío, aseguran que aún es común que, de vez en cuando, gentes piadosas vengan a colocar velas u ofrendas junto a la imagen.
Durante algún tiempo, este caserío fue propiedad del marquesado de Ovieco. Existe una solicitud, con fecha de 1782, en la cual Francisco Xabier de Agirre, vicario de la iglesia de San Pedro de Pasajes, en nombre del marqués de Ovieco, dueño de las caserías de Txipres y Telleria, solicita al ayuntamiento de Rentería el corte de la argoma en sus propiedades.
En la actualidad, el caserío, que es propiedad de particulares, busca ser conservado y restaurado por tratarse de una construcción de notable valor histórico y arqueológico.